# Tora Dahls park

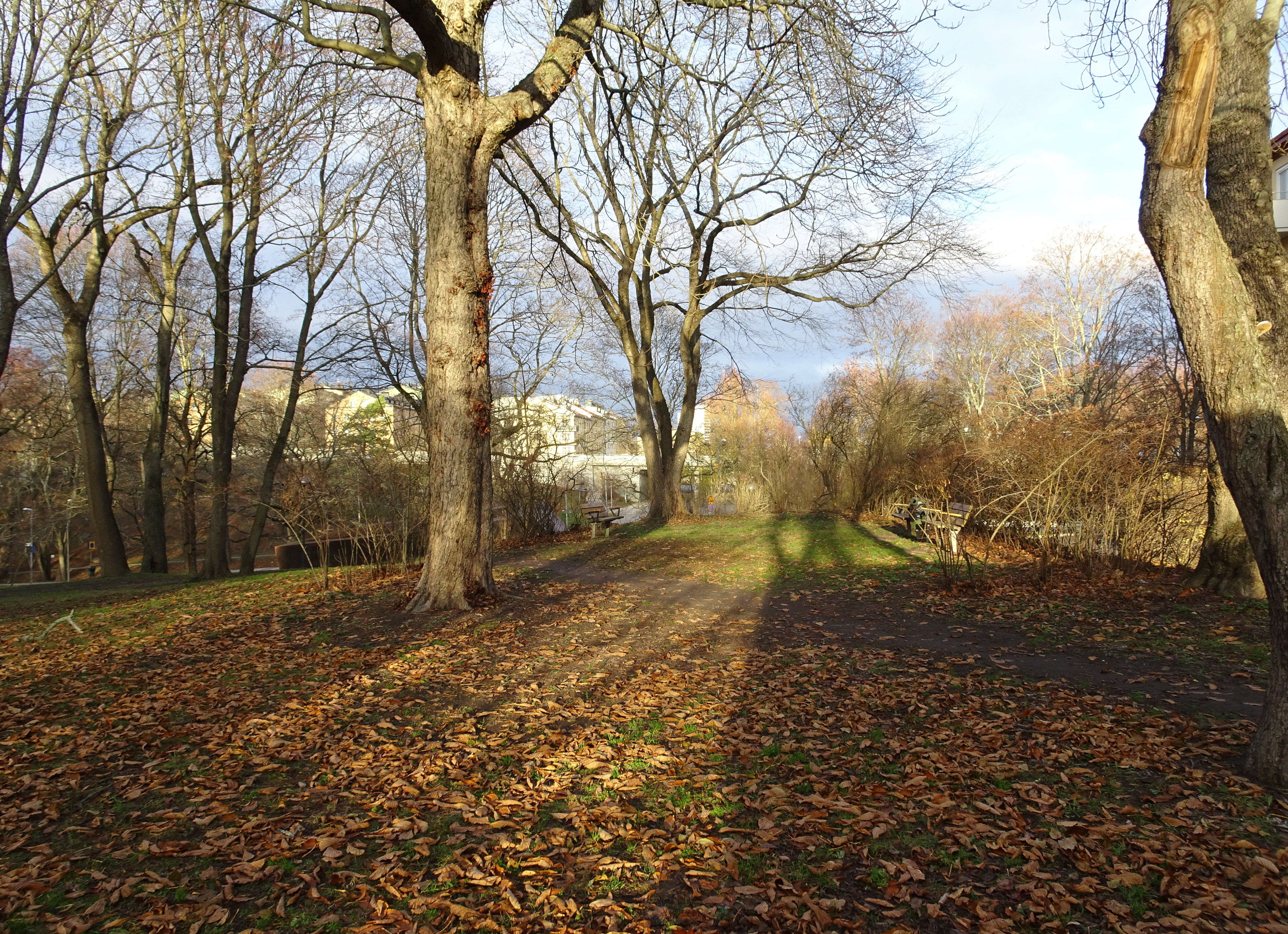
Tora Dahls Park (norra del).

Tora Dahls park är en kvarterspark i stadsdelen Fredhäll på Kungsholmen i Stockholm. Parken är uppkallad efter författaren Tora Dahl och invigdes den 7 november 2018.

## Historik

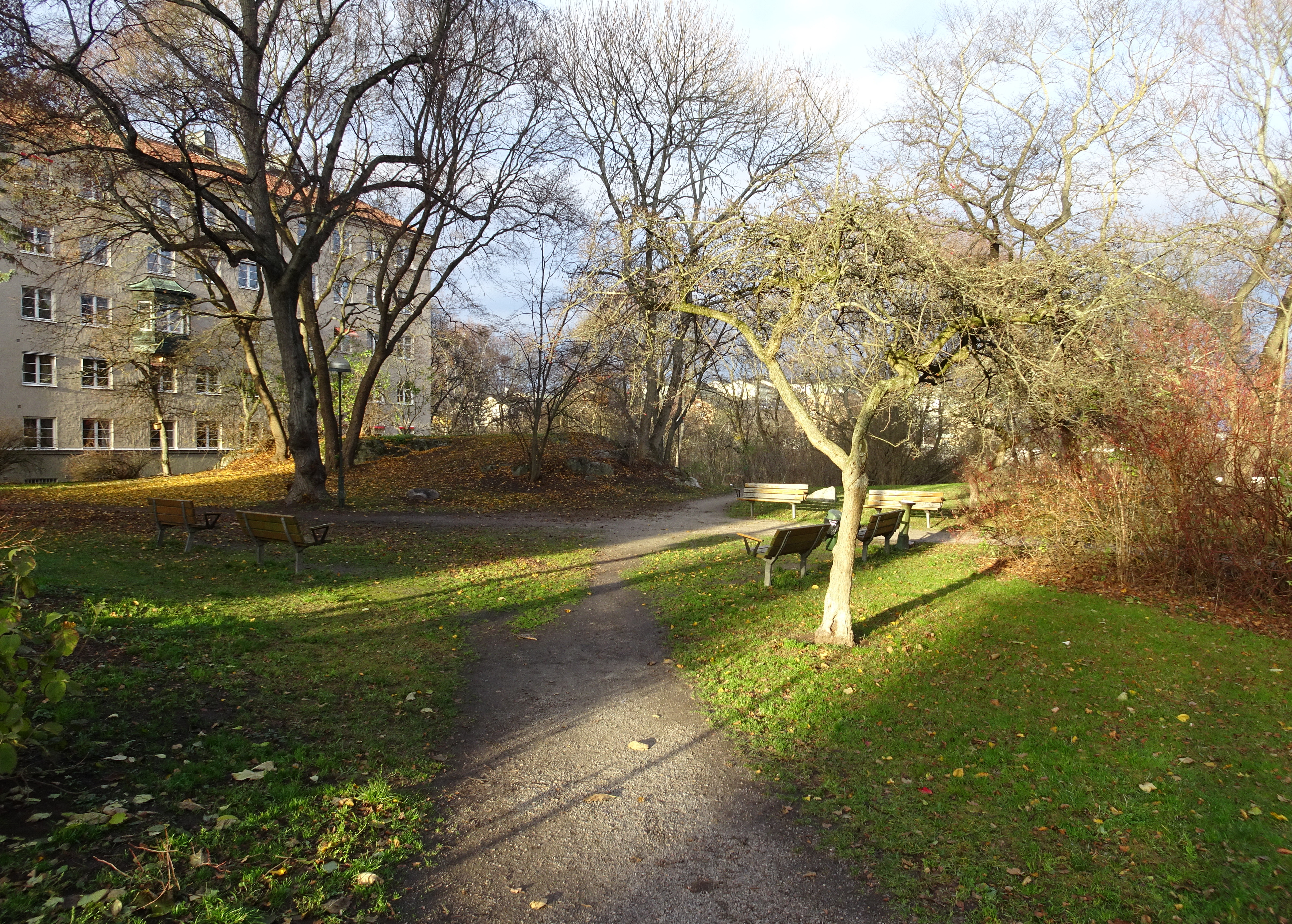
Tora Dahls Park (södra del).

På platsen för Tora Dahls park låg Fredhälls gård. Fredhäll uppfördes 1819 för kassören i auktionskammaren Olof Tideström. Huvudbyggnaden var ett panelat trähus i två våningar under ett brutet sadeltak. Söder om huvudbyggnaden låg gårdens ekonomibyggnad. 1920 förvärvades Fredhälls egendom av Stockholms stad och 1936 revs gårdsbebyggelsen när Fredhälls bostadshus började byggdes. Området förblev obebyggd och en namnlös del av Fredhällsparken. Det som kvarstår efter Fredhälls gård är några gamla träd.
År 2017 utlyste lokaltidningen Vårt Kungsholmen en namntävling för den namnlösa parken och ett av förslagen som kom in var att uppkalla den efter författaren Tora Dahl. Staden accepterade förslaget med motivationen: "Namnberedningen föreslår Tora Dahls Park som nytt namn på park. Namnet Tora Dahls Park anknyter till den befintliga kategorin berömda svenska författare."
Den 7 november 2018 skedde en inofficiell invigning när nya namnskyltar monterades. En officiell invigning kommer att ske efter upprustningen av parken 2019.